# Osphranter bernardus
Il wallaroo nero (Osphranter bernardus (W. Rothschild, 1904)) è un marsupiale australiano appartenente alla famiglia dei Macropodidi.

## Descrizione
Il wallaroo nero è una delle specie più piccole del genere Macropus: l'altezza è in media di un metro nei maschi e di 80 cm nelle femmine. Il dimorfismo sessuale riguarda anche il colore, che è quasi nero nei maschi e tra marrone e grigio nelle femmine.
Il muso, a differenza di altre specie del genere, è completamente glabro. Le orecchie sono abbastanza piccole.

## Distribuzione e habitat
Il suo areale è ristretto ad una piccola area montuosa della Terra di Arnhem, nel Territorio del Nord, tra il Fiume South Alligator e Nabarlek. Gli habitat sono vari: landa, prateria o foresta di eucalipti; preferisce zone che abbiano nelle vicinanze rocce che offrano rifugio.

## Biologia
È un animale in genere solitario, la cui attività si svolge nelle ore che circondano il tramonto e l'alba; le ore centrali del giorno e della notte sono trascorse riposando. È estremamente timido e difficile da avvicinare.
Come tutti i canguri è erbivoro; si nutre per lo più di erba e foglie di arbusti.
La gestazione dura tra 31 e 36 giorni; dopo la nascita il cucciolo trascorre circa quattro mesi nel marsupio attaccato ad una mammella e altri due mesi nel marsupio, dove continua a rientrare per allattare ancora per diversi mesi.
Sono comuni nascite ritardate: se la femmina concepisce subito dopo il parto, l'embrione non si sviluppa fino a quando il nato precedente, pur rimanendo nel marsupio, non si stacca dalla mammella. La femmina può infatti ospitare nel marsupio due cuccioli di età diversa.